# Steinbalance

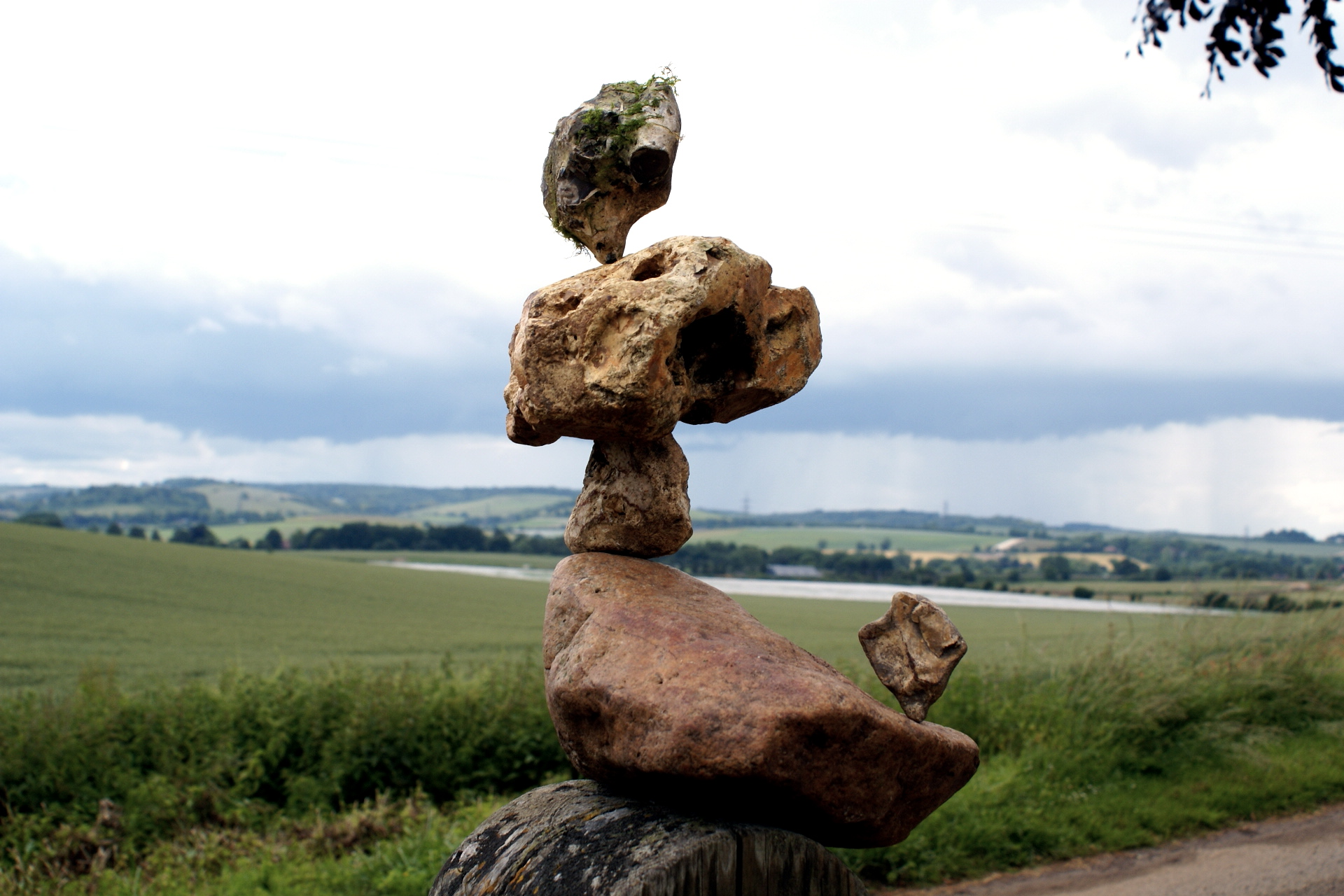
Freestyle-Balance von Lila Higgins

Steinbalance (engl. Rock balancing) bezeichnet eine darstellende Kunst, bei der Steine so auf- oder gegeneinander platziert werden, dass sie sich ausbalancieren. Wie andere Balanceakte hält die Struktur teils nur wenige Sekunden, so dass auch von ephemeraler Kunst gesprochen werden kann.

## Beschreibung
Rock balancing findet z. B. als darstellende Kunst vor Publikum statt (auch als Mitmach-Event), kann aber auch allein ausgeführt werden und wird üblicherweise, falls die Struktur lange genug hält, fotografisch festgehalten.
Auch als Form von Meditation findet Steinbalance durch die benötigte Geduld und den Sinn für Kreativität Anwendung, ohne dass die Werke im Bild festgehalten werden.
Steine balancieren ist eine spezielle Form von Land Art, die auf der ganzen Welt verbreitet ist. Sie findet sich auch ohne künstlerischen Anspruch in buddhistischen Tempeln, auf japanischen Friedhöfen und an Straßen, bei den Inuit, auf Maui und auf Hawaii. Als Wegweiser oder zeremonielles Zeichen finden gestapelte Steine als Steinmännchen in verschiedenen Kulturen Anwendung.

## Kritik
Die Praxis des Steinestapelns wird in verschiedener Hinsicht kritisch gesehen. Die gestapelten Steine können von Wanderern mit offiziellen Wegmarken (Steinmännchen) verwechselt werden. Auch wurden schon bestehende Wegmarken zerstört, um Steinstapel zu errichten.
Auch aus Gründen des Naturschutzes sollte vom Bauen von Steinstapeln abgesehen werden. So trägt das Entfernen und Bewegen von Steinen zur Bodenerosion bei, wodurch unter anderem Pflanzen leiden. Ebenso wird der Lebensraum von Tieren zerstört, die unter den Steinen Zuflucht suchen und sich vermehren. Der internationale Trend zum Steinestapeln wird durch die Sozialen Medien wie Instagram verstärkt. So geraten durch rücksichtslose oder unwissende Touristen auch gefährdete Spezies in weitere Bedrängnis.

## Grundsätzliche Stile
- Stapeln – Steine werden zur maximalen Höhe aufeinandergestapelt
- Classic Balance – Steine werden in Balance einer über den anderen gelegt
- Ausgleichbalance – ein oder mehrere Steine halten einen darunterliegenden Stein mit ihrem Gewicht in seiner Position
- Bogenbalance – mehrere Steine werden im Bogen zusammengepresst und halten dadurch ihre Position; ähnlich zur Architektur alter Steinbrücken
- Freestyle – Mischung aus verschiedenen Stilen

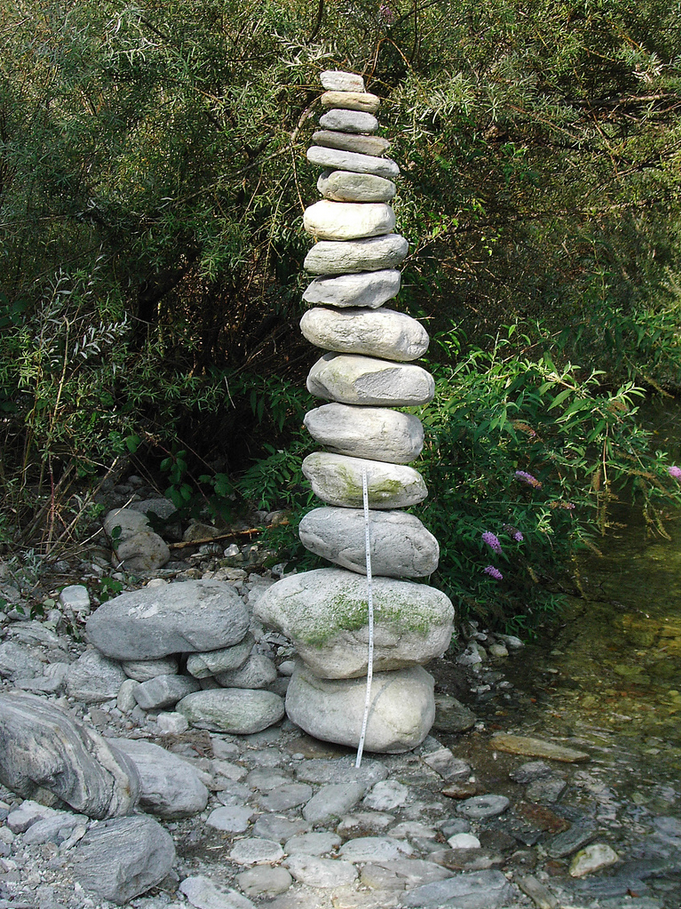
Aufeinandergestapelte Steine
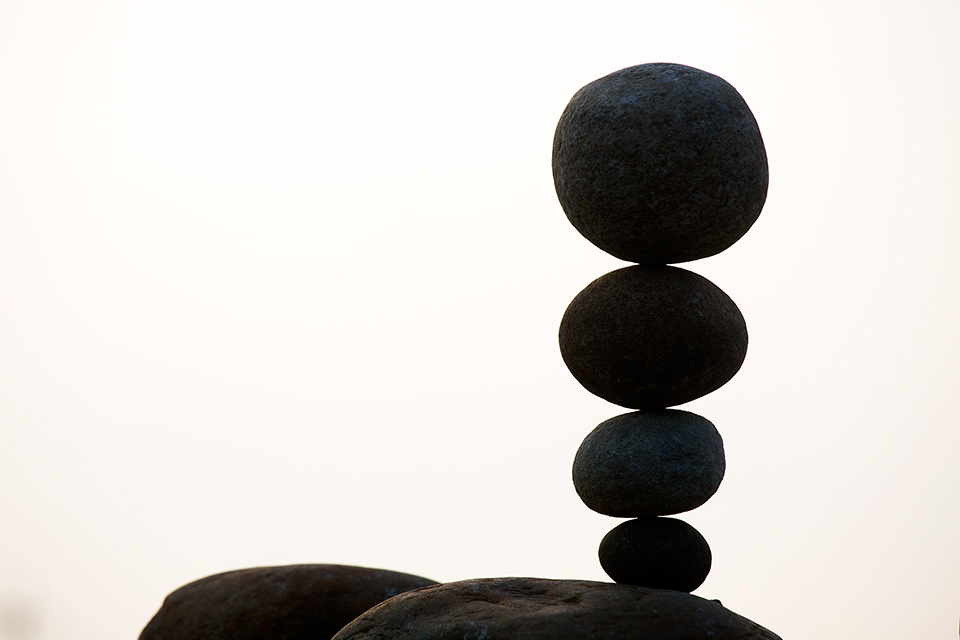
Klassische Balance, vier aufeinander balancierte Steine von Pascal Fiechter
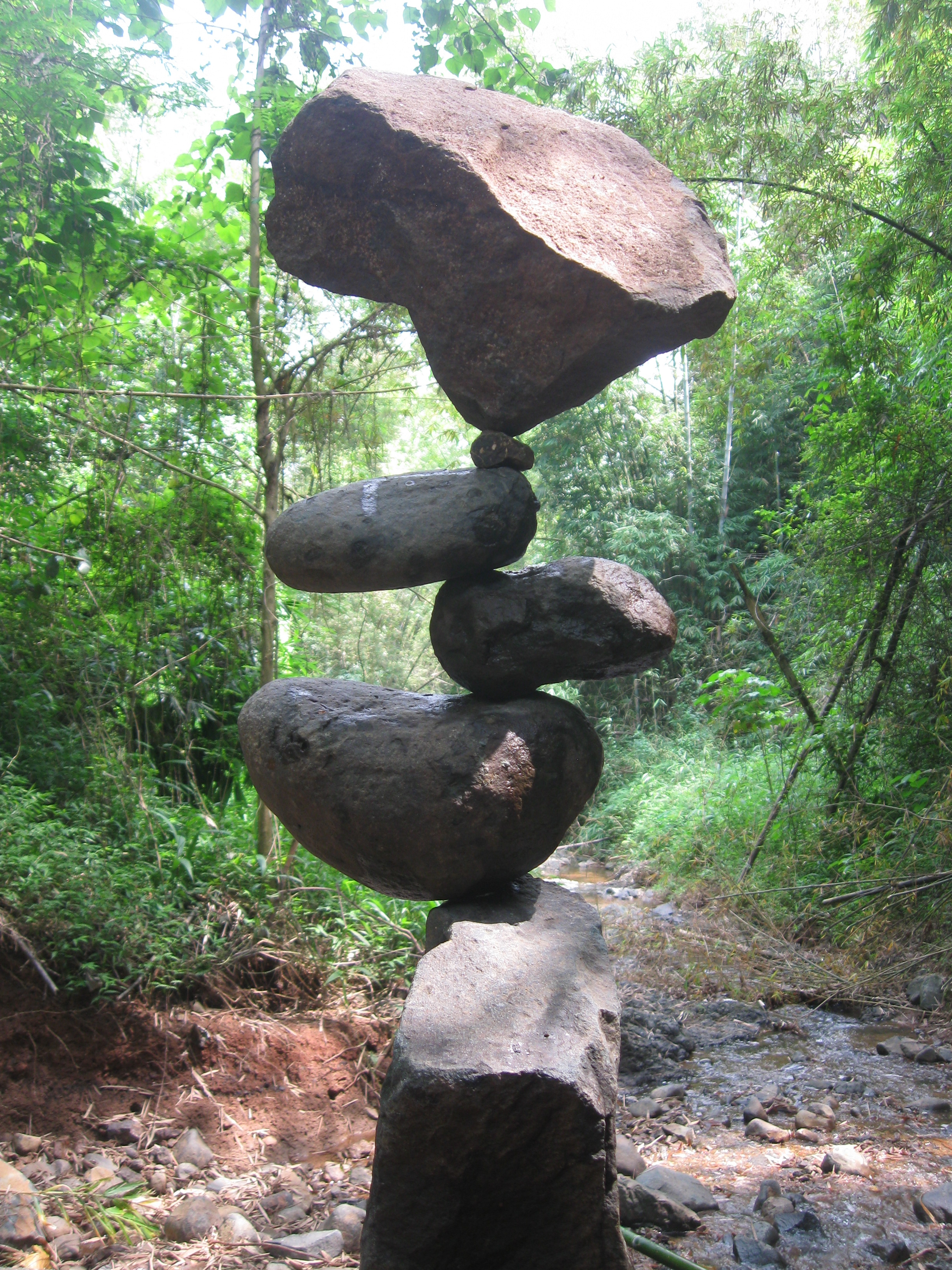
Ausgleichbalance der fortgeschrittenen Art von Leandro Inocencio
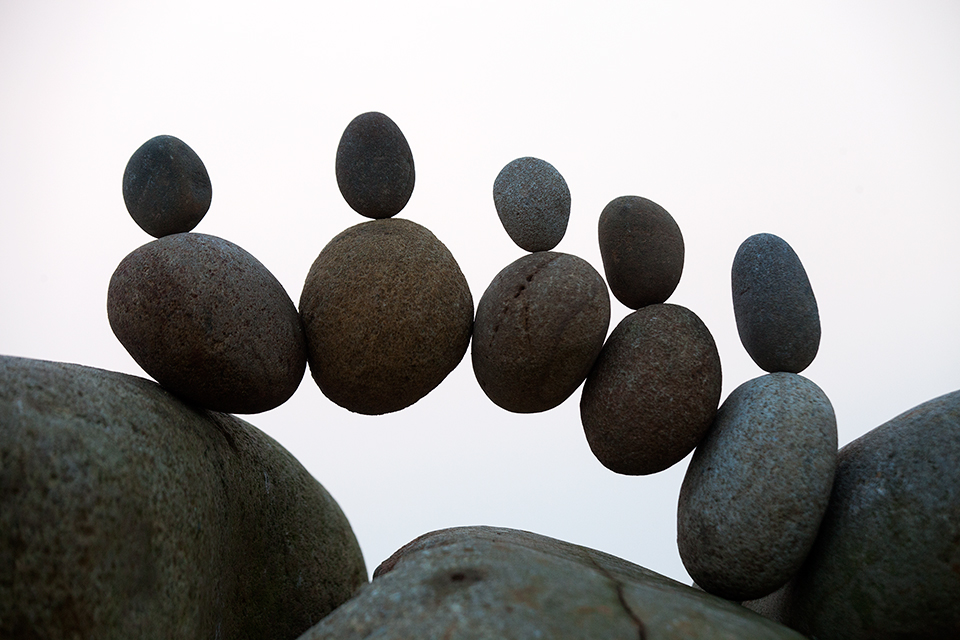
Steinbogen, balanciert von Pascal Fiechter

## Steinbalancekünstler
- Andy Goldsworthy, englischer Land-Art-Künstler, der auch vom Steine balancieren inspiriert wurde.
- Bill Dan, Künstler aus in San Francisco. Seine Werke finden sich unter und nahe der Golden Gate Bridge.[3]
- Gabriele Meneguzzi, berühmter Land-Art-Künstler und Gewinner verschiedener Wettkämpfe auf internationalem Niveau.
- Gilles Charrot, französischer Balancer, bekannt als „Der Mann, der mit den Steinen flüstert“.[4]
- John Félice Ceprano, kanadischer Künstler und Fotograf.[5]
- Josef Bögle, Steinbalance-Künstler in Radolfzell
- Michael Grab, seit 2008 professioneller Rock-balancing-Künstler.[6]
- Nadine Fourrè, französische Künstlerin, die die Formen-Ästhetik in den Mittelpunkt ihrer Arbeit stellt. Sie vereint die Balance zwischen Steinen und Holzmaterialien.
- Pascal Fiechter, Fotograf und Land Artist seit mehr als einem Jahrzehnt. Steine balancieren, Natur- und Reisefotografie stehen im Fokus.
- Peter Juhl, bildender und Balancekünstler, der auf der ganzen Welt Mitmachevents durchgeführt hat.
- Richard Shilling, englischer Künstler mit Ausstellungen auf Land-Art-Events.
- Stefan Fischer, Steinbalancekünstler seit 2014, lebt in Hamburg.